# Trox salebrosus
Trox salebrosus är en skalbaggsart som beskrevs av Macleay 1872. Trox salebrosus ingår i släktet Trox och familjen knotbaggar. Inga underarter finns listade i Catalogue of Life.